# Материјално обезбеђење у правом смислу те речи
„Материјално обезбеђење у правом смислу те речи” је југословенски ТВ филм из 1967. године. Режирао га је Небојша Комадина а сценарио је написао Александар Поповић.

## Улоге
| Глумац                | Улога      |
| --------------------- | ---------- |
| Неда Спасојевић       | Маца       |
| Михаило Миша Јанкетић | Миле       |
| Олга Ивановић         | Александра |
| Олга Станисављевић    | Живка      |
| Момчило Животић       | Милиционер |